# Villa gallo-romaine de Sainte-Claire
La villa gallo-romaine de Sainte-Claire est une villa gallo-romaine située à Limoges dans le département de la Haute-Vienne en région Nouvelle-Aquitaine.

## Historique
Les vestiges exhumés des thermes sont inscrits au titre des monuments historiques par arrêté du 15 octobre 1992.